# バーラージー・バージー・ラーオ
バーラージー・バージー・ラーオ（マラーティー語: बाळाजी श्रीमंत बाजीराव, 英語: Balaji Baji Rao, 1720年12月8日 - 1761年6月23日）は、インドのデカン地方、マラーター王国の世襲における第3代代宰相（ペーシュワー、1740年 - 1761年）。マラーター同盟の盟主でもある。ナーナー・サーヒブ（Nana Sahib）とも呼ばれる。
彼の治世、マラーター同盟はラージャスターン地方やベンガル地方にまで進撃し、その領土は四方に広がって最大となり、北はデリーから南はトゥンガバドラー川までの広大な版図を有していた。

## 生涯

### 宰相就任

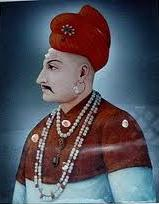
バーラージー・バージー・ラーオ

1740年4月28日、父である宰相バージー・ラーオが死亡したのち、弱冠19歳の息子であるバーラージー・バージー・ラーオが事実上世襲する形で、マラーター王国の宰相となった。
この世襲に関しては、かつてバーラージー・バージー・ラーオの父バージー・ラーオが祖父バーラージー・ヴィシュヴァナートから宰相位を世襲したときと同様、マラーター王シャーフーに認められていた。

### マールワー領有の承認
1740年12月からバーラージー・バージー・ラーオはプネーを去り、デリーに向けて遠征した。
これは父バージー・ラーオがかつてボーパールの戦いでニザーム王国から割譲されたマールワー地方の領有を、ムガル帝国の皇帝に認めさせるためであった。なお、この地はマラーター諸侯のホールカル家が本拠としていた。
バーラージー・バージー・ラーオは帝国の首都デリー近くのアーグラ周辺に陣を張り、1741年7月14日に皇帝ムハンマド・シャーにこの領有を認めさせた。

### ベンガル地方への圧力

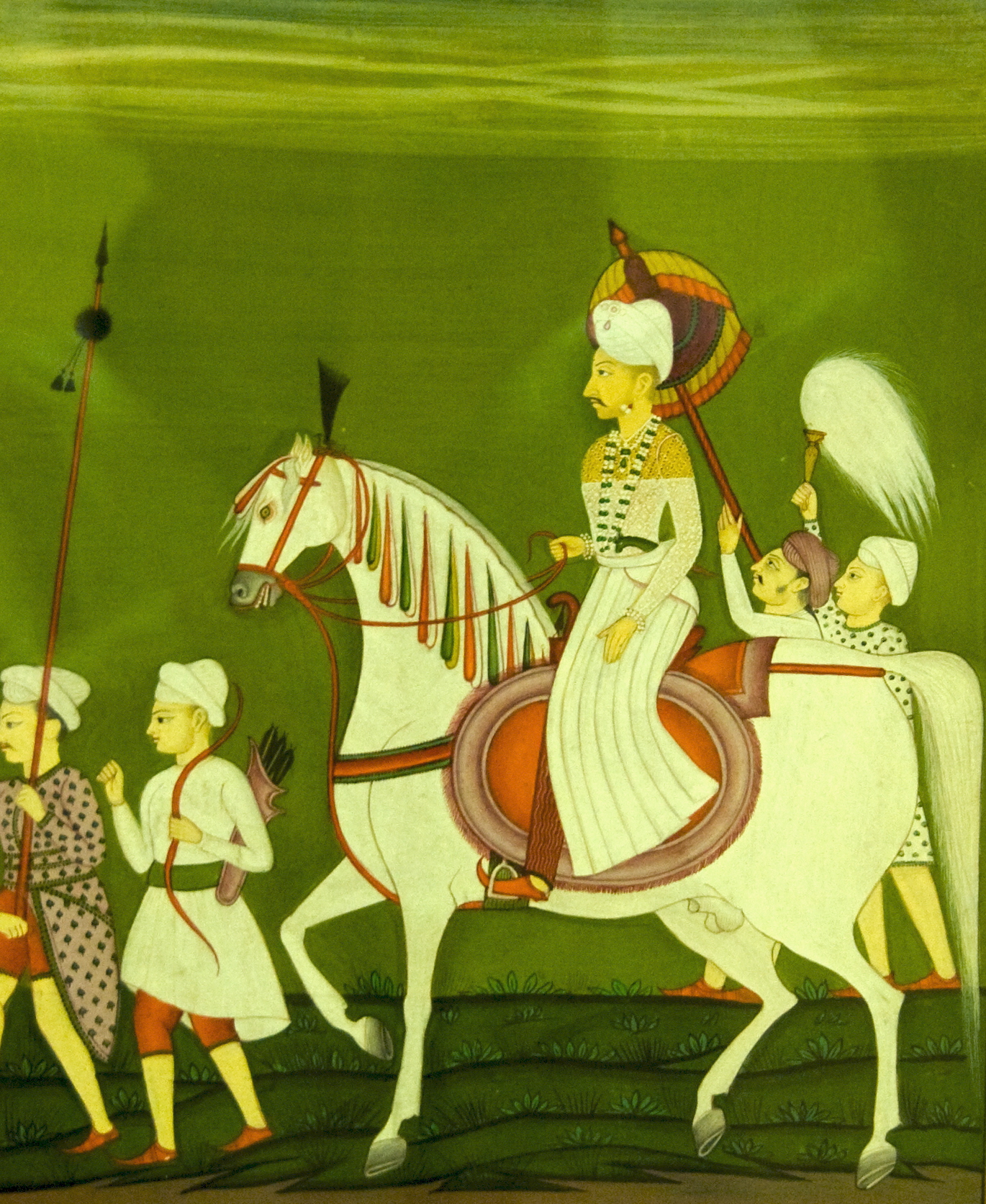
バーラージー・バージー・ラーオと従者

また、東インドのベンガル地方政権においては、1740年にアリーヴァルディー・ハーンがベンガル太守位を簒奪していたが、この混乱に乗じてナーグプルのボーンスレー家当主ラグージー・ボーンスレーが略奪にあたっていた。
1741年12月にバーラージー・バージー・ラーオはベンガルに向けて遠征を行ったが、ラグージー・ボーンスレーはベンガルを自己の行動範囲と見なしていたので、両者の間に争いが起こった。
バーラージー・バージー・ラーオはヴァーラーナシーやガヤーなどヒンドゥーの聖地を訪れ、聖地巡礼もかねてベンガルに向けて進軍した。
結局、1743年8月にマラーター王シャーフーによって調停が行われ、ベンガルはラグージー・ボーンスレーの活動範囲とされた。

### 全権掌握
また、1749年12月15日、マラーター王シャーフーが死亡した。彼は死に際して、宰相に全権を委ねる遺言を残しており、この時点でバーラージー・バージー・ラーオは王国の全権を掌握した。
シャーフーは死に際して男子がおらず、マラーター王国ではシヴァージー2世の息子ラージャーラーム2世が即位した。だが、ラージャーラーム2世と対立したターラー・バーイーがラージャーラーム2世は自身の孫ではないと言い出したため、マラーター王国では混乱が起きた。
そのため、バーラージー・バージー・ラーオはこの混乱を避けるため、1750年に王国の行政府をサーターラーからプネーに移し、王国の実権をも掌握した。
かくして、バーラージー・バージー・ラーオはすべての権限を握り、統治機構の公式の長として君臨し、事実上の国家元首となった。

### ニザーム王国との戦いと講和

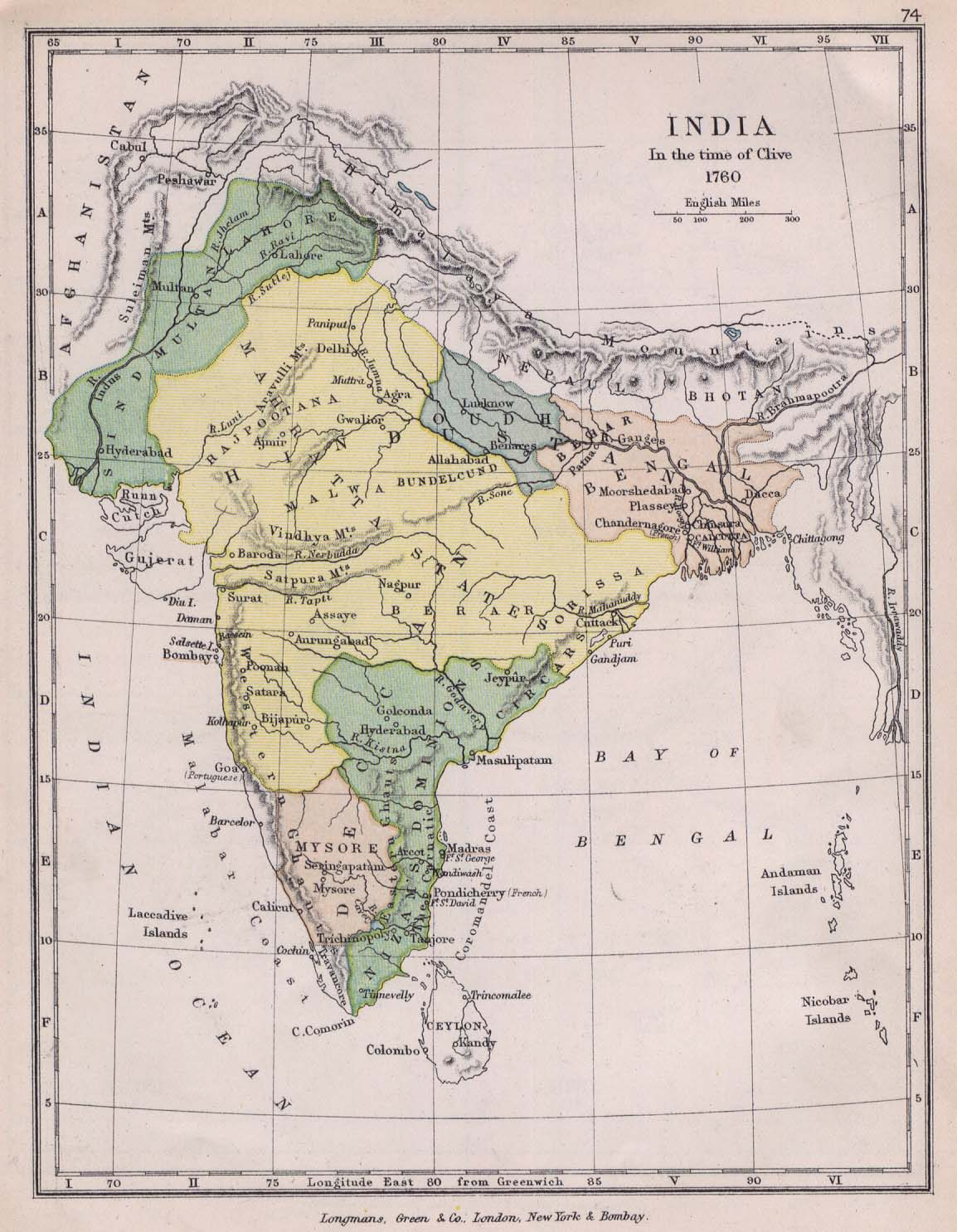
マラーター同盟の版図（黄色、1760年）

1748年5月、ニザーム王国のアーサフ・ジャーが死亡すると、息子のナーシル・ジャングと孫のムザッファル・ジャングとの争いが起こった。ナーシル・ジャングとムザッファル・ジャングは戦死し、後を継いだのはサラーバト・ジャングだった。
即位後、サラーバト・ジャングはマラーター王国と戦い続けたが、次第に劣勢となってしまい、1752年1月7日に講和を結んだ。それによると、ニザーム王国はベラール地方西半分およびハーンデーシュ地方をマラーター王国に割譲し、なおかつナーシク城やトリンバク城も引き渡すことが決められた。
1760年2月3日、マラーター王国軍はニザーム王国軍をウドギルで敗り（ウドギルの戦い）、年620万ルピーにも歳入を生み出すデカンの広大な地域を割譲により得た。
なお、このとき定められたマラーター王国とニザーム王国との国境線は維持され、
そのままイギリスとニザーム藩王国との国境線となった。

### 南インドへの遠征
1753年1月、バーラージー・バージー・ラーオは南インドのカルナータカ地方に遠征し、4月にはマイソール王国の首都シュリーランガパトナを包囲し、5月に帰還した。
1754年3月、再びカルナータカ地方への遠征を開始し、6月に帰還したのち、10月23日に再出発した。
1755年4月には、マラーター王国軍はマイソール王国の首都シュリーランガパトナを包囲した。そのため、マイソール軍はティルチラーパッリの包囲を解かざるを得なかった。
1756年に第三次カーナティック戦争が勃発すると、1757年2月にマラーター王国軍はカルナータカ地方に攻め入った。この遠征で、4月にマイソール王国の首都シュリーランガパトナを包囲し、さらには9月24日に カダパのナワーブであるアブドゥル・マージド・ハーンを敗死させた。
こうして、バーラージー・バージー・ラーオは度重なる南インド遠征により、マラーター同盟の領土はトゥンガバドラー川までに伸長していた。

### アフガン勢力との抗争

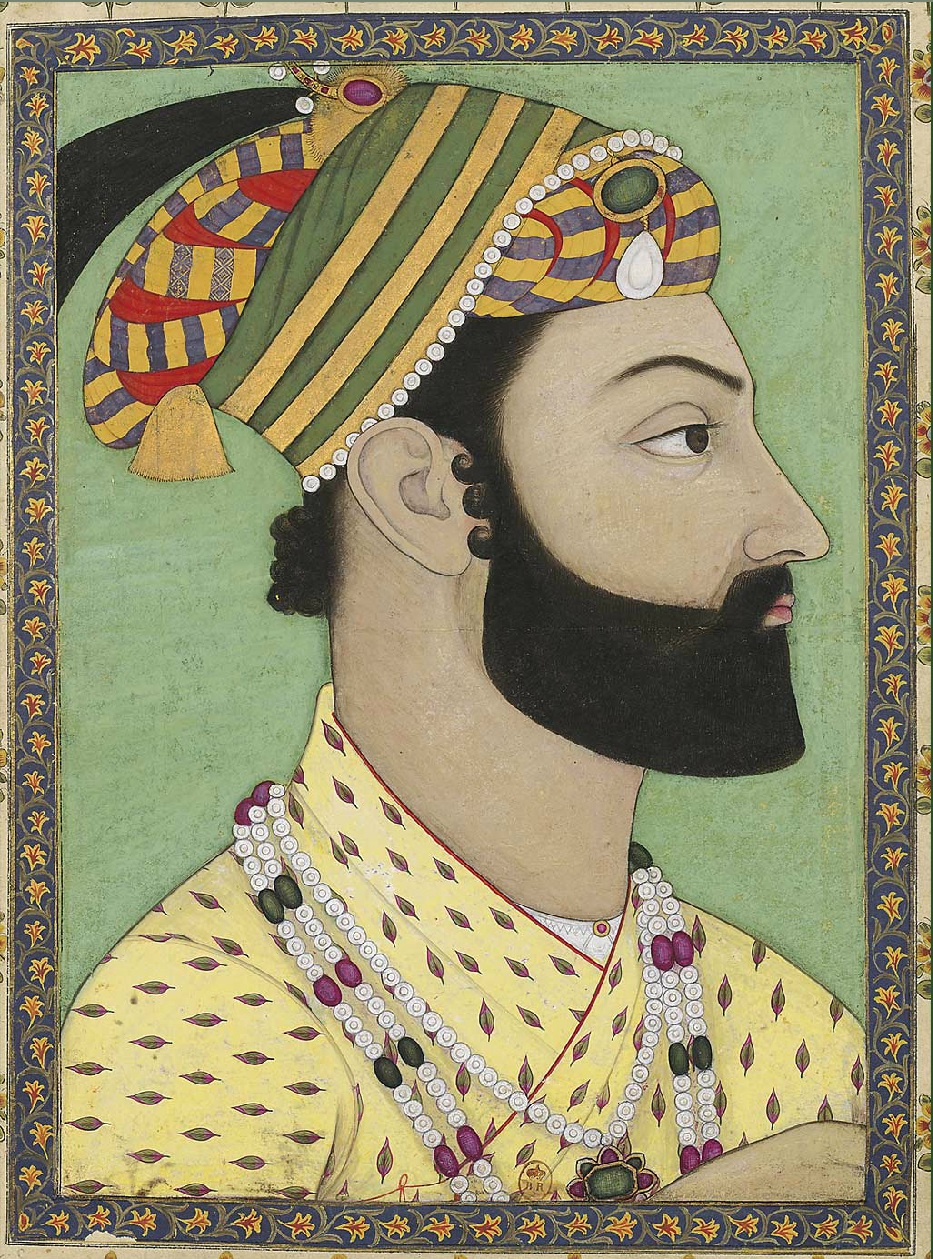
アフマド・シャー・ドゥッラーニー

バーラージー・バージー・ラーオは父親のように征服事業を押し進め、マラーターの権力をインドにおいて頂点に押し上げ、全土を席巻してその支配を確固たるものにした。1750年代になると、シンディア、ホールカル両家はラージャスターンにまで進撃し、ムガル帝国の皇位継承にまで左右するようになっていた。
だが、北進するマラーター同盟は南下するアフガニスタンのドゥッラーニー朝と衝突した。アフガン勢力は南方からムガル帝国の領土へ頻繁に侵入し、1757年1月にアフマド・シャー・ドゥッラーニーがデリーを一時占領するなど、北進するマラーターと南下するアフガン勢力の衝突は避けがたいものとなった。
バーラージー・バージー・ラーオはこの報を聞くと、すぐに弟のラグナート・ラーオをデリーに送った。だが、同年8月11日に彼がデリーの戦いでアフガン勢力を破ったときには、アフマド・シャー・ドゥッラーニーはすでに退却していた。
1758年3月、ラグナート・ラーオはパンジャーブのラホールへと兵を進め、4月20日にアフマド・シャー・ドゥッラーニーの息子ティムール・ミールザーからラホールを奪い、同月28日にはアトックを、さらに5月8日にはペシャーワルを占領した。
そして、パンジャーブ一帯を占領したのち、同月にラグナート・ラーオはラホールからプネーへと帰還した。

### 第三次パーニーパトの戦いと大敗北

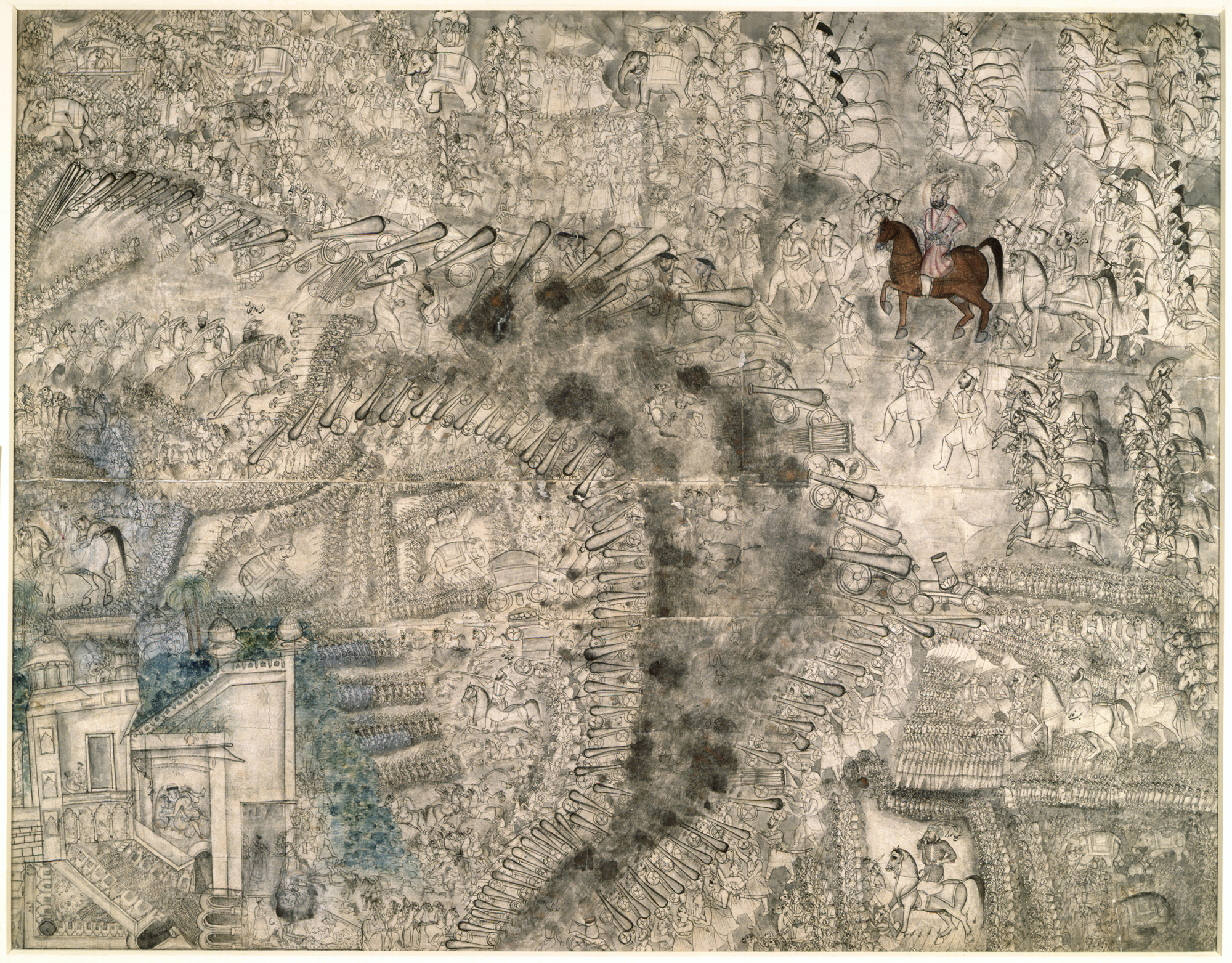
第三次パーニーパトの戦い

だが、1759年10月、アフマド・シャー・ドゥッラーニーがラホールからマラーター勢力を追い出し、1760年1月にデリー近郊でダッタージー・ラーオ・シンディアを破って、そのままデリーに入城した。
これに対し、バーラージー・バージー・ラーオは長子ヴィシュヴァース・ラーオと従兄弟サダーシヴ・ラーオ・バーウをデリーに送った。この軍勢にシンディア家の当主ジャンコージー・ラーオ・シンディアとホールカル家の当主マルハール・ラーオ・ホールカルなどの軍勢も加わり、マラーター同盟軍は大軍となった。
しかし、マラーター同盟はマラーター勢力のみでアフガン勢力と対決しなければならなかった。彼や父バージー・ラーオの広域にわたる征服活動は各地の勢力の不満を買い、インドにおけるほとんどの勢力を敵に回していた。マラーターの覇権を握ろうとしていた野心的な行動により、北インドおいてはすっかり孤立していた。
そして、1761年1月14日にマラーター同盟軍はアフガン軍とパーニーパトの地で戦い、大敗して数万人の犠牲者を出し、ヴィシュヴァース・ラーオやサダーシヴ・ラーオ・バーウら指揮官も大勢死亡した（第三次パーニーパトの戦い）。戦闘のさなか、バーラージー・バージー・ラーオは軍を率いて北上中だったが、アフガン軍と和議と結び、3月にプネーに帰還した。

### 死
同年6月23日、宰相バーラージー・バージー・ラーオはプネーで死亡した。パーニーパトにおける大敗と、なにより後継者であったヴィシュヴァース・ラーオの死によるショックが大きかったのだという。
パーニーパトの敗戦により、マラーター同盟の結束は崩壊し、分裂状態に追いやられた。
マラーター諸侯（サルダール）は事実上同盟から独立し、王国のほかにグワーリオールのシンディア家、インドールのホールカル家、ナーグプルのボーンスレー家、バローダのガーイクワード家という4つの勢力が割拠するところとなった。